# Tom Mather
Thomas Mather, detto Tom (Chorley, 1888 – Stoke-on-Trent, 1957), è stato un allenatore di calcio inglese, che nella Football League ha allenato Bolton, Southend United, Stoke City, Newcastle e Leicester City.

## Carriera
Dopo esser stato assistente segretario al Manchester City e al Bolton, Mather prende l'incarico di allenatore all'inizio della prima guerra mondiale e resta al Bolton anche dopo la chiamata della Royal Navy. Resta come allenatore, solo di nome, fino al luglio del 1919, quand'è chiamato nell'esercito: lascia il Bolton ed è sostituito da Charles Foweraker. Torna ad allenare nel 1920, trasferendosi al Southend Utd come segretario-allenatore. Nell'ottobre del 1923 va ad allenare lo Stoke City. Il club è appena retrocesso dalla First Division 1922-1923 e alla sua prima stagione Mather raggiunge il sesto posto in campionato, decidendo di sostituire molti giocatori a fine stagione. I giocatori dello Stoke non prendono felicemente la decisione di Mather, andando negli uffici del Victoria Ground e causando una notevole quantità di danni.
Lo Stoke retrocede in Third Division North al termine dell'annata 1925-1926. Mather riesce subito a risalire in seconda divisione vincendo la terza serie anche grazie alle reti di Charlie Wilson.
Nel febbraio del 1932 Mather fa esordire il giovane Stanley Matthews, futuro primo pallone d'oro. Dopo aver fallito la promozione in massima serie per diversi anni, nella stagione 1932-1933 lo Stoke vince il campionato di seconda divisione e torna in First Division.
Nel 1935 Mather passa al Newcastle Utd: l'allenatore tenta di convincere Matthews ad andare con lui, ma l'attaccante rifiuta e resta allo Stoke City. Resta al Newcastle fino all'inizio della seconda guerra mondiale.
Al termine del conflitto, Mather allena il Leicester City per una stagione, quindi si trasferisce in Scozia per guidare il Kilmarnock, appena retrocesso in seconda divisione. Dopo un solo anno torna a Stoke-on-Trent per lavorare in una società di ristorazione.

## Palmarès

### Allenatore

#### Competizioni nazionali
- Third Division North: 1

Stoke City: 1926-1927
- Second Division: 1

Stoke City: 1932-1933